# Elecció papal de 1159
L'elecció papal de 1159 es va celebrar després de la mort del papa Adrià IV, del 4 al 7 de setembre de 1159, i en resultà una doble elecció. La majoria dels cardenals van elegir al cardenal Rolando de Siena com a papa Alexandre III, però una minoria es va negar a reconèixer-lo i va elegir Ottaviano de Monticelli com el seu propi candidat, un antipapa que va prendre el nom de Víctor IV, creant un cisma que va durar fins al 1178.
El cisma fou el resultat del creixement de les tensions dins el Col·legi Cardenalici amb motiu de la política exterior de la Santa Seu. Els Estats Pontificis al segle xii eren una mena d'estat coixí entre les dues potències europees, el Sacre Imperi Romanogermànic i el Regne de Sicília. Després del Concordat de Worms el 1122 el papat va decidir aliar-se amb l'Imperi abans que amb els Normands, però durant el pontificat d'Adrià IV (1154–59) l'aliança es va trencar perquè l'emperador Frederic I del Sacre Imperi Romanogermànic no va complir amb els termes del Tractat de Constança (1153) que l'obligaven a ajudar el papat a restaurar la seva autoritat a Roma, governada per la comuna, i alguns dels altres territoris del patrimoni papal, que havien caigut sota el control del rei de Sicília. En aquestes circumstàncies Adrià IV va decidir trencar l'aliança amb l'Emperador i fer la pau amb In these circumstances Adrian IV decided to break the alliance with Emperor and to make peace with Guillem I de Sicília signant el Tractat de Benevento (1156). Durant els anys següents hi hagué tensions creixents entre el papat i l'emperador Frederic I. Frederic va intentar, amb gran èxit, ampliar la seva influència sobre l'església alemanya. El canvi de direcció de la política papal exterior va comportar una divisió del Col·legi Cardenalici entre els que donaven suport i els que s'oposaven a la nova política, que no van poder arribar a un acord després de la mort d'Adrià IV.
L'elecció del 1159 també va tenir conseqüències legals significatives. Fins aquell moment, l'elecció del nou papa requeria la unanimitat entre els electors, la qual cosa derivava en cismes quan hi havia faccions que impedien la unanimitat del Col·legi Cardenalici. Per evitar més cismes en el futur, el Concili del Laterà III de 1179 va promulgar el decret Licet de evitanda discordia, que establia que el Papa havia de ser elegit amb la majoria de les dues terceres parts dels cardenals que participessin en l'elecció.